# 百丈镇 (杭州市)
百丈镇，浙江省杭州市余杭区下辖的一个镇。全镇总面积60.4平方公里，总人口1万人。

## 辖区
百丈镇辖有：
- 社区(1)：镇东社区；
- 行政村(6)：百丈村、半山村、仙岩村、泗溪村、溪口村、石竹园村。